# Metalimnobia brahma
Metalimnobia brahma är en tvåvingeart som först beskrevs av Alexander 1965.  Metalimnobia brahma ingår i släktet Metalimnobia och familjen småharkrankar. Inga underarter finns listade i Catalogue of Life.